# 科梅勒
科梅勒（法語：Commelle，法語發音：[kɔmɛl]）是法国伊泽尔省的一个旧市镇，属于维埃纳区。2019年1月1日，科梅勒与邻近的3个市镇合并为新市镇波特德博讷沃。

## 地理
科梅勒（45°25'41"N, 5°13'35"E）面积14.04 平方千米，位于法国奥弗涅-罗讷-阿尔卑斯大区伊泽尔省，该省份为法国东南部内陆省份，北起顺时针与安省、萨瓦省、上阿尔卑斯省、德龙省、阿尔代什省、卢瓦尔省和罗讷省。
与科梅勒接壤的市镇（或旧市镇、城区）包括：瑟蒙、沙托奈、拉科特圣安德烈、楠图万、奥尔纳雪。
科梅勒的时区为UTC+01:00、UTC+02:00（夏令时）。

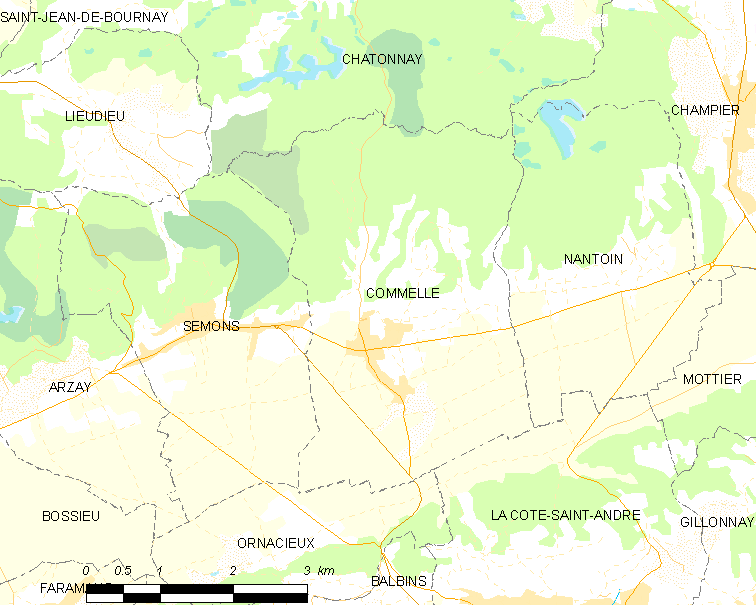
科梅勒的OSM定位图

## 行政
科梅勒的邮政编码为38260，INSEE市镇编码为38121。

## 政治
科梅勒所属的省级选区为比耶夫尔县。

## 人口

1962-2008年间科梅勒人口变化图示

科梅勒于2018年1月1日时的人口数量为938人。